# Tarasova, Rezina
Tarasova este un sat din cadrul comunei Solonceni din raionul Rezina, Republica Moldova. Are o populație de 568 persoane.
În preajma satului este amplasată rezervația peisagistică Poiana–Curătura.

## Istorie
Denumirea localității are la bază mai multe legende: denumirea veche a râului Nistru, Tiras, și poate faptul că satul este așezat în terase. Conform altei legende, toponimul Tarasova vine de la un soi de hibrizi de viță-de-vie, Terras, numit de localnici Tărăsică, transformat în Tarasova de sovietici.
Prima mențiune documentară a satului datează din 2 februarie 1619, când domnitorul Radu Mihnea confirma lui Dragotă vornicul stăpânirea asupra satului Tarasova. În 1627 jumătate din sat se regăsește în catastiful satelor lui Dumitrașco Ștefan mare logofăt și a soției sale, Zinica. Documentul atestă că moșia de la Tarasova a fost cumpărată de la Dumitru Șăpșală cu 250 de taleri. În 1657 jumătate din Tarsova ajunge în stăpânirea mănăstirii Cașin.
În perioada sovietică satul Tarasova intră în componența gospodăriei colective „Solonceni”, având o brigadă de tutunărit și una de câmp. În sat activau școala de opt ani, biblioteca publică, clubul, oficiul poștal grădinița de copii, magazine.

## Galerie de imagini

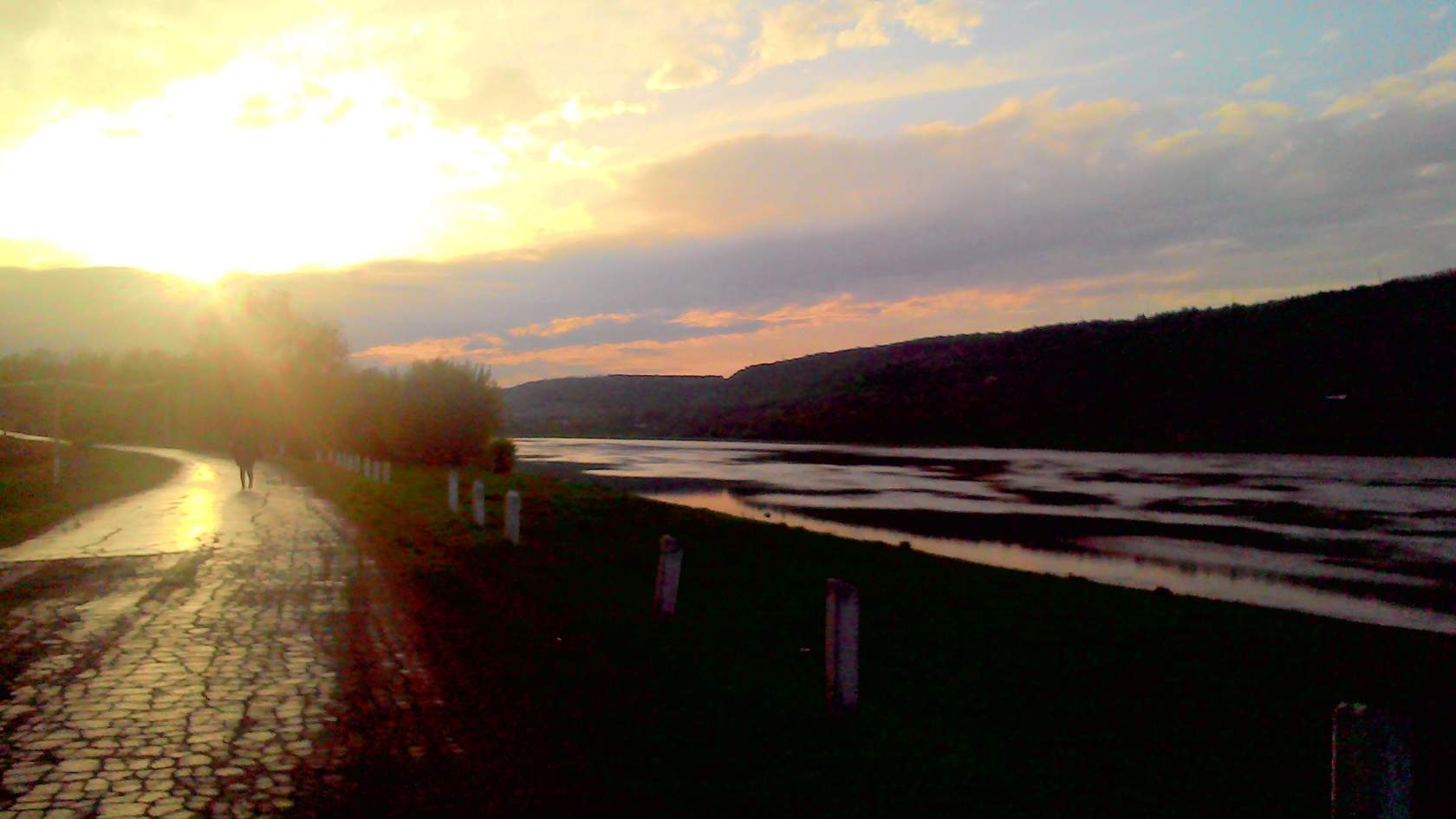
Seara în Tarasova
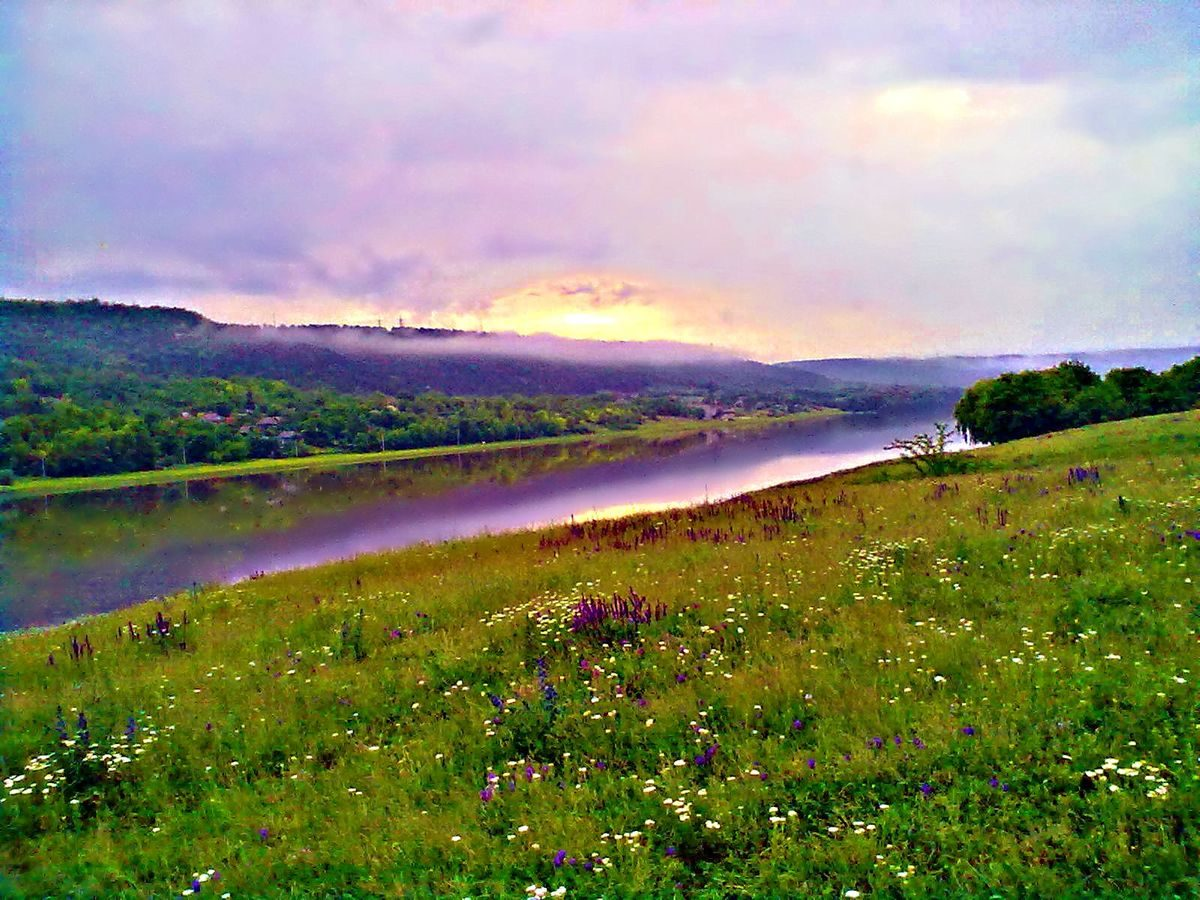
Dimineța in Tarasova.
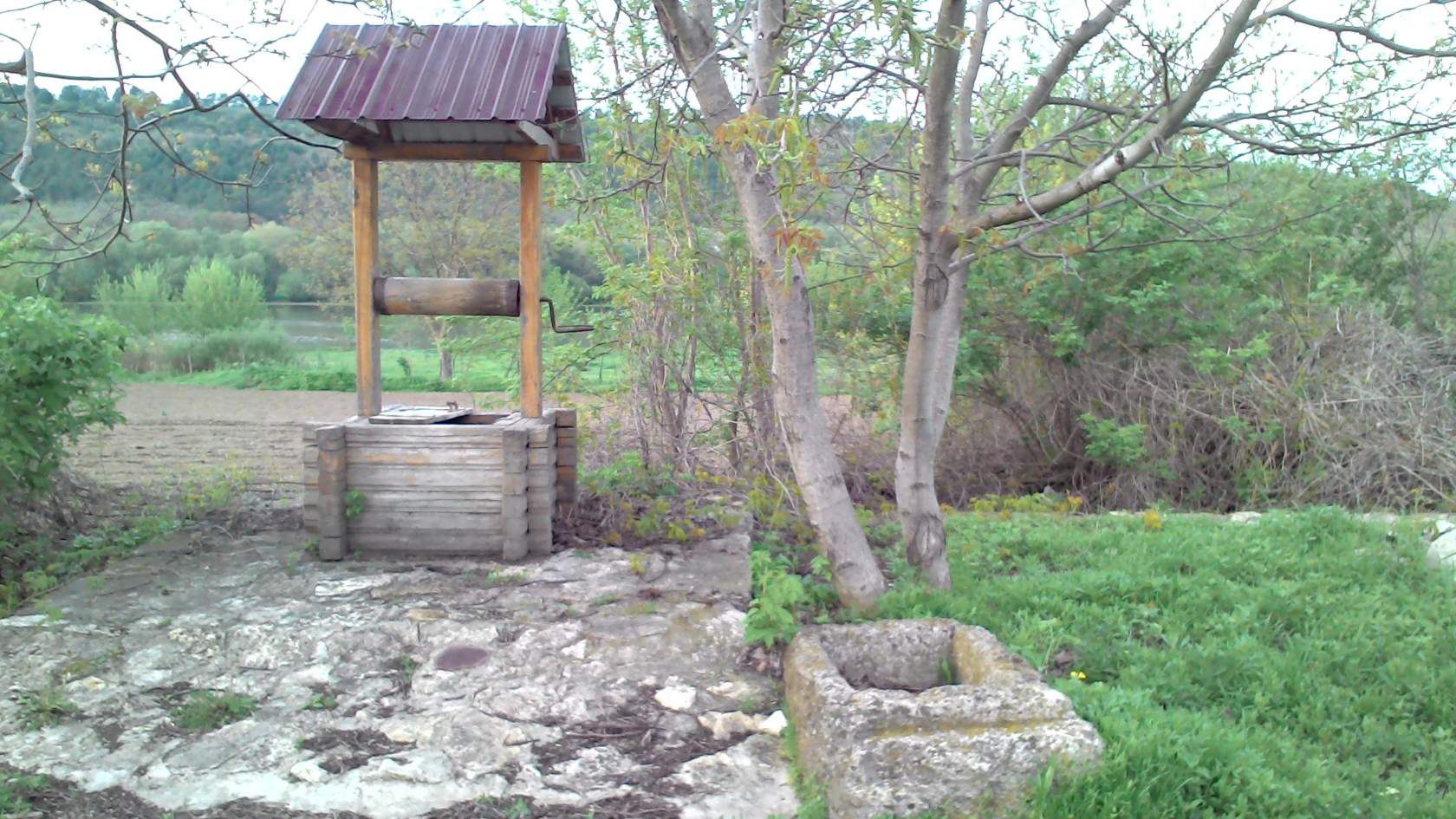
La fântâna cu uluc.

## Legături externe
- Materiale media legate de Tarasova la Wikimedia Commons